# 节点B

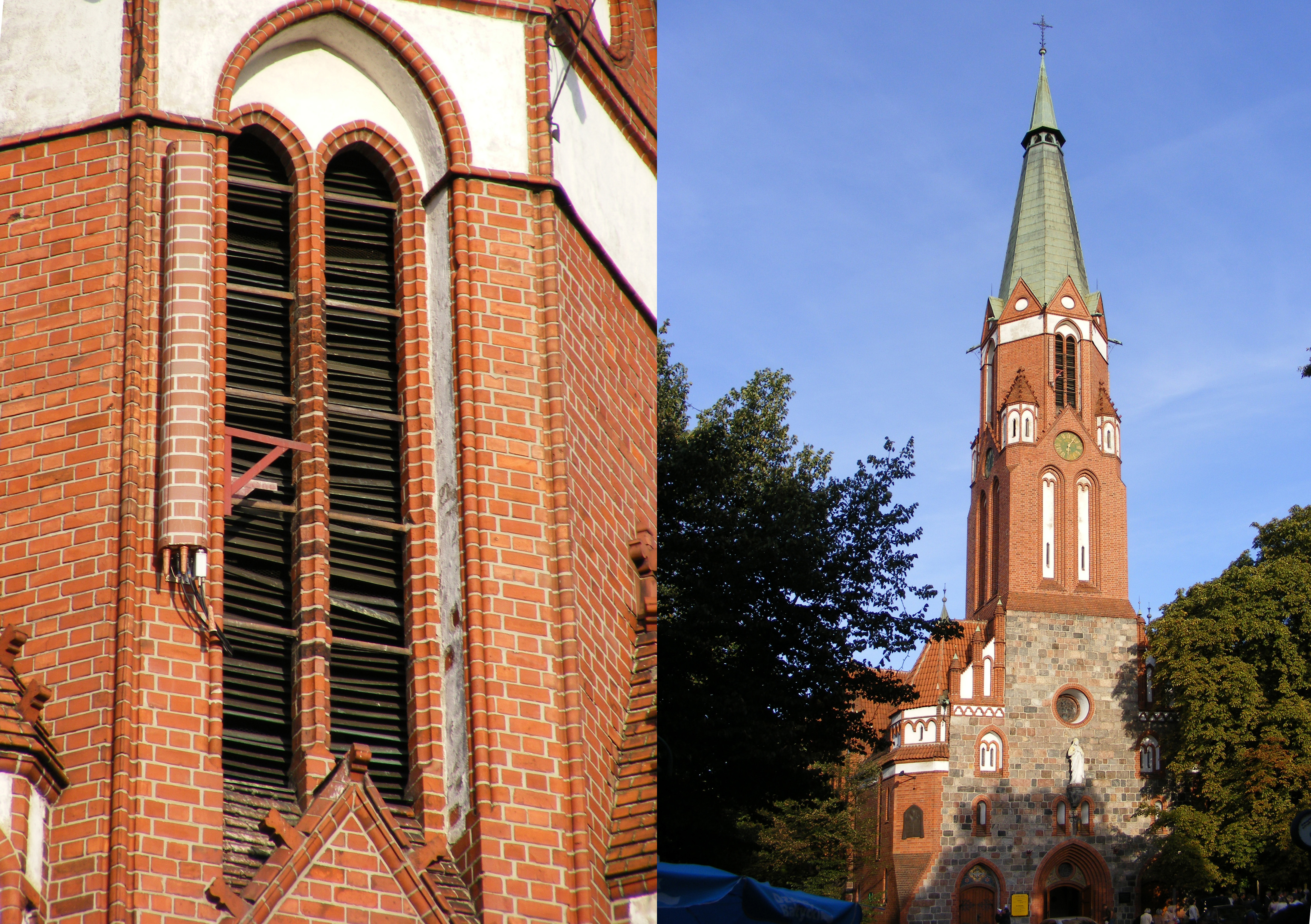
安装在波兰索波特一家教堂上的BTS 与 Node B美化天线

节点B（原为Node B）是一个用于通用移动通讯系统的术语，指的是通用移动通讯系统中的电信节点，相当于GSM中的基地收发机站。节点B是可以连接到移动电话网络的硬件，可直接与手机通信。与GSM基站相比，节点B使用WCDMA / TD-SCDMA作为空中接口技术。与所有蜂窝系统（UMTS和GSM）一样，节点B包含射频发射器和接收器，用于直接与移动设备进行通信。

## 参看
- 演进节点B